# Hugáceo Crujiente
Hugo Díaz (Getafe, 2 de diciembre de 1995), más conocida por su nombre artístico Hugáceo Crujiente, es una drag queen, diseñadora y artista multidisciplinar española, que saltó a la fama por participar en la primera temporada de Drag Race España.
También organiza y juzga en la fiesta drag valenciana Caspose.

## Carrera
Hugáceo estudió el Bachillerato de Artes en Getafe, para luego hacer el Grado Superior de Ilustración en la EASD Casa de los Picos de Segovia y, por último, hizo Diseño Gráfico en la EASD de Valencia.
En 2019 fue partícipe de la charla Juventuts Trans –formadores. Més enllà del binarisme, junto al Consell Valencià de la Joventut.
En 2021 pasó a formar parte del casting de la primera temporada de Drag Race España. Hugáceo fue el ganador del primer episodio del programa, y continuó compitiendo hasta el quinto capítulo, en el que fue derrotado en una batalla de lip sync por la finalista Killer Queen. Pese a no estar presente en el sexto episodio de la temporada, en el cual se realizó una pasarela temática de Rosalía, si mostró su propuesta a través de redes sociales, lo cual le llevó a recibir elogios de la cantante.
En febrero de 2022 compitió en la Gala Drag Queen de Las Palmas de Gran Canaria.
En mayo de ese mismo año lanzó junto a la artista drag Arantxa Castilla La-Mancha el podcast Mientras te hacías el eyeliner, en el que actúa como copresentador.
En julio de 2022 el Museo Thyssen anunció su colaboración con el artista para la creación de una cabalgata tematizada y puramente artística, con el fin de ser mostrada en las calles de Madrid durante las fiestas del Orgullo LGBT de la ciudad. En noviembre apareció en el videoclip Lágrimas de ángel de la artista Mónica Naranjo. En diciembre de ese mismo año fue entrevistado por el medio El Televisero tanto a cerca de su carrera como su parecer acerca de la tercera temporada de Drag Race España.

## Filmografía

### Televisión
| Año  | Título                 | Papel         | Notas       |
| ---- | ---------------------- | ------------- | ----------- |
| 2021 | Drag Race España       | Concursante   | 6 episodios |
| 2022 | Maestros de la costura | Invitada      | 1 episodio  |
| 2022 | Drag Race España       | Invitada      | 1 episodio  |
| 2022 | La ruta                | La Emperatriz | 1 episodio  |

### Pódcast
| Año   | Título                         | Papel                                          | Notas  |
| ----- | ------------------------------ | ---------------------------------------------- | ------ |
| 2022- | Mientras te hacías el eyeliner | Presentador junto a Arantxa Castilla-La Mancha | [ 13 ] |

## Teatro
- Gran Hotel de las Reinas[14]

## Vida personal
Hugáceo Crujiente nació el 2 de diciembre de 1995 en Getafe, Madrid. Se identifica como una persona no binaria.